# Frinton-on-Sea
Frinton-on-Sea är en ort i civil parish Frinton and Walton, i distriktet Tendring, i Storbritannien. Den ligger i grevskapet Essex och riksdelen England, i den sydöstra delen av landet, 100 km öster om huvudstaden London. Frinton-on-Sea ligger 21 meter över havet och antalet invånare är 16 941. Frinton var en civil parish fram till 1934 när blev den en del av Frinton and Walton. Civil parish hade 2 196 invånare år 1931. Staden nämndes i Domedagsboken (Domesday Book) år 1086, och kallades då Frie(n)tuna.
Terrängen runt Frinton-on-Sea är mycket platt. Havet är nära Frinton-on-Sea åt sydost.  Närmaste större samhälle är Clacton-on-Sea, 7,6 km sydväst om Frinton-on-Sea. 